# Fenomeno di Kazan'
Il fenomeno di Kazan' (in russo Казанский феномен?) fu un termine usato dai giornalisti per descrivere l'aumento di attività delle bande di strada della città russa di Kazan'.

## Storia
Dagli anni '70 Kazan' ha acquisito una cattiva reputazione per la delinquenza giovanile e i ragazzi, divisi in piccole bande, si scontrano gli uni con gli altri. L'ondata di criminalità ha provocato un panico morale tra la popolazione sovietica, in quanto non solo tale criminalità era tradizionalmente vista come un prodotto dell'Occidente capitalista, ma ha coinvolto anche i figli dei funzionari locali.
Durante la crescita della mafia russa alla fine degli anni '80 e negli anni '90 le bande di strada si organizzano per diventare degli imprenditori criminali. A causa della mancanza di guadagni nell'esercitazione del racket nel Tatarstan migrano verso San Pietroburgo, dove vanno in conflitto con la locale banda di Tambov. La mafia di Kazan' è conosciuta per essere particolarmente cruenta nelle loro tattiche estorsive e periodicamente gli giungono rinforzi dal Tatarstan. I criminali slavi della città si allearono per combattere la minaccia incombente e infine obbligarono i tatari ad abbandonare San Pietroburgo.